# Bill Kouélany
Bill Kouélany, née Eulalie-Brigitte Kouélany le 31 octobre 1965 à Brazzaville, est une artiste, auteure et scénographe congolaise.
En 2007, elle participe à la documenta 12 de Cassel. Elle est la première créatrice d’Afrique subsaharienne exposée au sein de cette manifestation artistique internationale, avec une installation multimédia.
Elle vit à Brazzaville, la capitale de la République du Congo.

## Biographie

### Enfance
Bill Kouélany naît en 1965. Adolescente, connaît les guerres et la violence dans son pays natal, le Congo. Des années plus tard, les traces de ces premières expériences se retrouvent dans ses écrits et ses créations artistiques.
Bill est un surnom donné par son père, en raison de son caractère : « Bill, comme Billy the Kid, un voyou, un bandit, un caïd – toujours à grimper sur les arbres, à ne pas dire bonjour aux visiteurs, à manger avec mes doigts, à insulter corps et âme, à donner des coups de poing, à faire craquer mes robes, à voler nourriture et argent ». De ses 13 à ses 15 ans, elle est envoyée en France par ses parents, dans de la famille. Elle revient au Congo en 1980.

### Carrière
Francophone, ses premiers écrits comprennent des pièces de théâtre telles que Cafard, cafarde, qu'elle présente à Paris en 2003, et Peut-être présentée en 2007, qu'elle écrit avec son collègue Jean-Paul Delore. Ses écrits témoignent de l'influence du poète et romancier congolais Tchicaya U Tam'si, qui est décrit comme « un écrivain tourmenté et d'une grande sensibilité que [B. Kouélany] a également fait figurer dans ses premières toiles ».
Elle est une artiste autodidacte nourrissant ses œuvres artistiques d’éléments autobiographiques. Ses créations sont recherchées par un public international en Afrique et en Europe. Depuis 2007, ses œuvres sont distribuées internationalement par la galerie Peter Hermann à Berlin et la galerie RDV à Nantes, en France.
En 2001, elle participe au programme de résidence des ateliers urbains doual'art au Cameroun. En 2002, son travail est sélectionné pour la Biennale de Dakar avec les créateurs d'Afrique centrale et en 2006 elle soumet à nouveau des œuvres à la septième édition de Dak'Art. En 2004, elle est nommée artiste en résidence à Nantes, en France, et y participe à une exposition intitulée Beautés d'Afrique. En 2006, toujours lors de l'exposition de la Biennale Dak'Art, elle reçoit deux prix, le Prix de la Francophonie et le Prix Montalvo Arts Center
L'année suivante, en 2007, elle est sollicitée pour participer à la documenta 12 en Allemagne. Elle est la première femme d'Afrique subsaharienne à exposer à la Documenta de Cassel,. L’œuvre qu'elle soumet est remarquée. Cette œuvre, intitulée Untitled, est une très grande installation évoquant les conséquences de la guerre et de la violence : un mur en papier mâché avec des extraits de textes de plusieurs journaux internationaux et des vidéos déformées de son visage, dans lesquelles elle exprime, en tant que mère et fille, son empathie envers le peuple congolais.
En 2012, Kouélany fonde le centre et l'atelier d'art contemporain Les Ateliers Sahm à Brazzaville, dont elle devient la directrice artistique. Ce centre multidisciplinaire soutient l'art contemporain au Congo et se consacre au soutien des jeunes artistes, non seulement de son pays, mais aussi du reste du continent africain. Selon la Fondation Prince Claus, la création des Ateliers Sahm « est peut-être l'une de ses plus grandes réussites ».
Elle continue à créer. En 2019, elle participe à l'exposition Prête-moi ton rêve au Maroc. En 2021, elle publie Kipiala ou la rage d’être soi, aux éditions Les Avrils, à Paris. Ce livre autobiographique est consacré à son itinéraire.

## Distinctions
- 2006 : Prix de la Francophonie (France)[3]
- 2006 : Prix du Montalvo Arts Center (États-Unis) [3].
- 2013 : Prix Sanza de Mfoa (Congo)
- 2018 : Officier des Arts et des Lettres, décerné par le ministère français de la Culture[2]
- 2019 : Prix Prince Claus aux Pays-Bas[5].